# 熊本森永乳業
熊本森永乳業株式会社（くまもともりながにゅうぎょう）は、熊本県熊本市東区に本社を置く乳業メーカーである。森永乳業のグループ企業で、森永乳業グループの九州における主力工場として、牛乳・乳製品の製造と物流を担っている。

## 事業所
- 本社・工場 熊本市東区鹿帰瀬町431-1
- 福岡事業所 筑紫野市大字永岡717-1
- 宮崎事業所 宮崎市大字郡司分甲1277-1
- 鹿児島事業所 鹿児島市谷山港3-4-16

## 沿革
- 1936年 熊本市本山町で設立。当時の社名は熊本牛乳。
- 1941年 熊本県内の乳業メーカー13社（高木弘乳舎、肥後牛乳、銀杏牛乳、光乳舎、岡田省牧場、等）と合併し、熊本合同牛乳となる。
- 1950年 社名を熊本牛乳に変更。
- 1954年 森永乳業が天草・大矢野島から熊本市本山町に工場を移転。
- 1959年 森永乳業が熊本牛乳と資本・業務提携。以後、熊本牛乳で森永牛乳を生産することとなる。
- 1994年 工場を熊本市本山町から熊本市鹿帰瀬町に移転。同時に社名を熊本乳業に変更し、ロゴマークも森永乳業と似たものとなる。
- 1996年 森永乳業の連結子会社となる。
- 2009年 宮崎事業所開設。
- 2011年 福岡事業所開設。
- 2018年 社名を熊本森永乳業へ変更[2]。

## 主な製品

### 紙パック製品
- 森永牛乳
- まきばの空
- 熊本山麓牛乳
- 九州限定牛乳
- 九州限定低脂肪牛乳
- 森永 あじわい便り
- 森永 カルダスミルク

### れん乳製品
- 森永コンデンスミルク
- 業務用全脂加糖れん乳
- 業務用脱脂加糖れん乳

### その他
- 業務用クリーム 森永ましずく
- フレッシュヘビイ九州